# Arganzuela-Planetario (métro de Madrid)
Arganzuela-Planetario est une station de la ligne 6 du métro de Madrid, en Espagne.

## Situation
La station de métro se situe entre Legazpi et Méndez Álvaro.

## Historique
La station Arganzuela-Planetario est inaugurée le 26 janvier 2007 par Esperanza Aguirre, présidente de la communauté de Madrid.

## Site desservi
La station dessert le parc Enrique Tierno Galván et le planétarium de Madrid.